# MARK YOURSELF
「MARK YOURSELF」（マーク・ユアセルフ）は、日本の歌手、童子-Tの7枚目のシングルである。2005年12月7日発売。発売元はユニバーサルミュージック。

## 概要
- ユニバーサルミュージック移籍後初のシングル。
- PV監督はT･Y･O。

## 収録曲
1. MARK YOURSELF[3:50]
作詞：童子-T・Miliyah／作曲：童子-T・Shingo.S／編曲：Shingo.S
2. In-mail feat.千輪 (acoustic version)[4:41]
作詞：M.TAKESUE／作曲：J.SONODA・GENETICS・813／編曲：Shingo.S
3. MARK YOURSELF -Instrumental-[3:50]
4. In-mail feat.千輪 (acoustic version) -Instrumental-[4:37]

## 収録アルバム

### MARK YOURSELF
- ベスト『WARABEST〜THE BEST OF 童子-T〜』（2006年3月22日）

### In-mail feat.千輪
- ベスト『WARABEST〜THE BEST OF 童子-T〜』（2006年3月22日）

## タイアップ
- MARK YOURSELF：kissmark「MARK YOURSELFキャンペーン」CMソング